# Janez Evangelist Krek
Janez Evangelist Krek (Sveti Gregor, 27 novembre 1865 – Sentjanž nad Dolenjskom, 8 ottobre 1917) è stato un politico, presbitero e teologo jugoslavo, di etnia slovena. A lungo membro del Consiglio Imperiale Austriaco.

## Biografia

### Gli studi

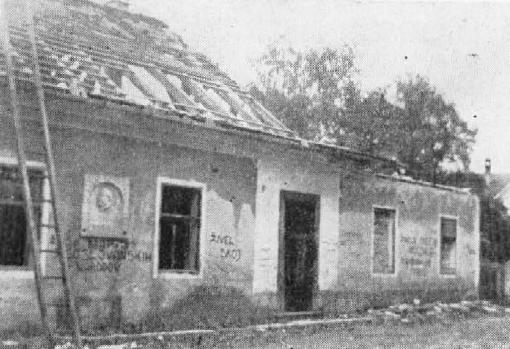
La casa natale di Krek a Sveti Gregor

Janez Evangelist Krek nacque a Sveti Gregor vicino a Ribnica, da Valentin e Marija Štupica. Perse il padre quando aveva nove anni e la madre si trasferì a Selce, dove aprì un negozio di alimentari e di tabacchi. Nonostante la povertà in cui viveva la famiglia la sua casa era sempre aperta ai bisognosi e ai mendicanti, e questa pietà cristiana segnò il giovane Krek che, dopo la laurea all'università di Lubiana nel 1884, scelse la strada del sacerdozio desideroso di potersi rendere utile per le comunità locali.
(Janez Evangelist Krek
)
Ordinato sacerdote nel 1888 e successivamente si laureò in teologia all'Augustineum di Vienna (1888-92) dove conseguì il dottorato. Durante gli studì imparò anche la lingua polacca, il ceca, l'ucraina, l'inglese, il francese e l'italiana..
Fu brevemente cappellano a Ribnica, per poi essere nominato vicario della Cattedrale di Lubiana, città nel quale seminario insegnò teologia.
Negli stessi anni si avvicinò ai principi del socialismo cristiano. e fortemente avverso al comunismo e al capitalismo liberale, sostenne i diritti dei lavoratori ipotizzando la trasformazione del capitalismo in una terza via che conducesse alla socialdemocrazia cristiana. e fondò diverse cooperative contadine e casse di risparmio.
Per migliorare le condizioni di vita dei lavoratori sloveni li organizzò innanzitutto in organizzazioni professionali e politiche, e nel 1894 fondò l'Associazione cattolica dei lavoratori sloveni e tre anni dopo, l'Unione dei lavoratori cristiani sloveni.
Queste cooperative agricole, nate da un'idea di Krek, si sviluppavano sotto l'egida di sacerdoti in ambienti ristretti dove le persone si conoscevano bene e nelle campagne della Carniola divennero in breve la forza trainante dell'economia locale espandendosi anche negli altri territori dell'Impero dove era presente popolazione slovena. Le cooperative di Krek furono poi la base economica del Partito popolare sloveno.
Scrisse molti articoli per la rivista cattolica Slovenec e pubblicò il libro The Black Beech Peasant (1898), sul movimento sociale cristiano, e Socialism (1901) sulla questione agricola. Completò anche le "Storie della Bibbia" lasciate incompiute da Francis Lampet (1900).

### La politica

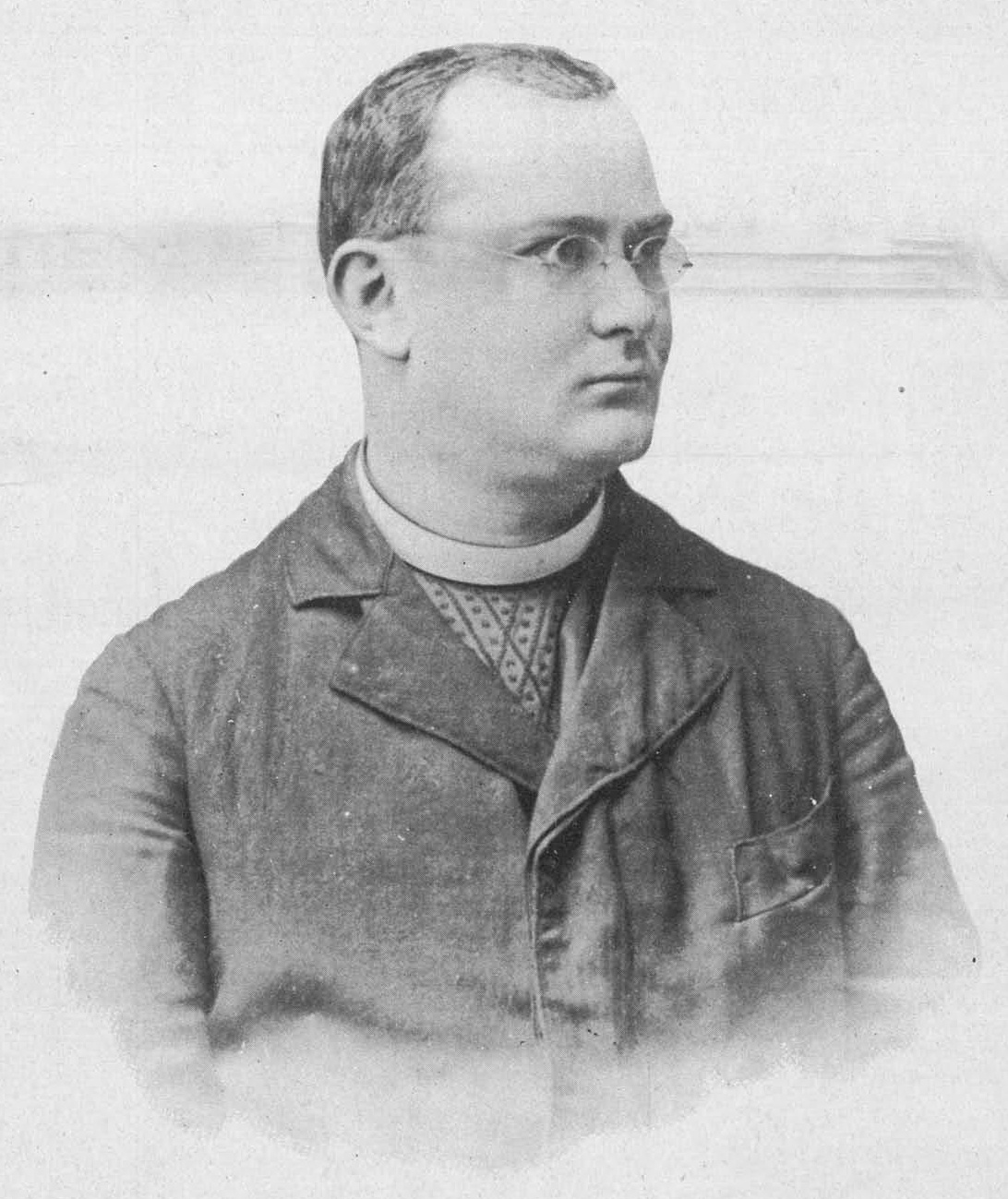
Janez Evengelist Krek

Esponente del Partito Nazionale Cattolico fu eletto una prima volta alla Camera dei rappresentanti d'Austria del Reichsrat viennese nel 1897, e nuovamente nel 1907 col "Partito popolare sloveno" Influenzato dall'enciclica Rerum novarum e dal pensiero conservatore del vescovo dal pensiero ultraconservatore del vescovo Anton Mahnič e dall'enciclica Rerum novarum, avversò il pensiero liberale liberale definendolo antisociale e antidemocratico.
Nel 1900 non si ripresentò per un secondo mandato ma si candidò nel 1901 nella Dieta provinciale della Carniola.
Fra le sue proposte al Parlamento vi era l'introduzione di un'assicurazione vecchiaia per la popolazione agricola., ma la proposta fu accantonata per decisione del suo stesso partito.
Krek affrontò anche il problema migratorio e sostenne sostenne una legge sull'immigrazione (1905), per regolare la questione, ma la legge fu approvata solo al crollo della monarchia asburgica (1918).
Krek focalizzò sempre l'aspetto degli emigrati sloveni che descriveva come persone che partivano alla ricerca di una vita migliore e di un lavoro ben retribuito e non come disperati e che questo era merito dell'ottima istruzione che avevano ottenuto nelle scuole austriache. Krek era convinto che l'emigrazione fosse un fenomeno inarrestabile che andava comunque regolato al fine di migliorare la permanenza all'estero dei propri connazionali. lo stesso interesse non fu invece mostrato dai partiti liberali che in essi vedevano solo forza lavoro, ne da quelli socialisti che erano intrisi di internazionalismo.
Convinto autonomista, perseguiva l'alleanza con gli altri popoli slavi del sud all'interno dell'Impero Austro-ungarico cercò l'intesa con i rappresentanti croati del Partito Croato dei Diritti di Ante Starčević e durante la prima guerra mondiale, insieme ai rappresentanti croati, cui si erano aggiunti i serbi organizzò nel Reichsrat il Südslawischer Klub costituito da 27 membri, e nel 1917 chiese l'unione dei tre popoli "sotto lo scettro degli Asburgo". Krek, guidato da questo, diede impulso all'adozione della "Dichiarazione di maggio" nel 1917. entrando in contrasto con il leader del partito, il filo asburgico Ivan Šusteršič. avvicinandosi conseguentemente ad Anton Korošec.
(Janez Evangelist Krek)
La "Dichiarazione di maggio" favorì un importante movimento di massa nei territori sloveni, e Krek si impegnò molto in viaggi in Dalmazia e Bosnia ed Erzegovina per esportare le proprie idee.
Proprio mentre era impegnato in uno dei suoi viaggi, lungo la strada per Zagabria, colpito da un forte raffreddore si fermò presso un amico, il sacerdote Ludovic Bajc, ma già debilitato da problemi di salute, morì nel 1917 per un attacco di cuore.

### Il funerale

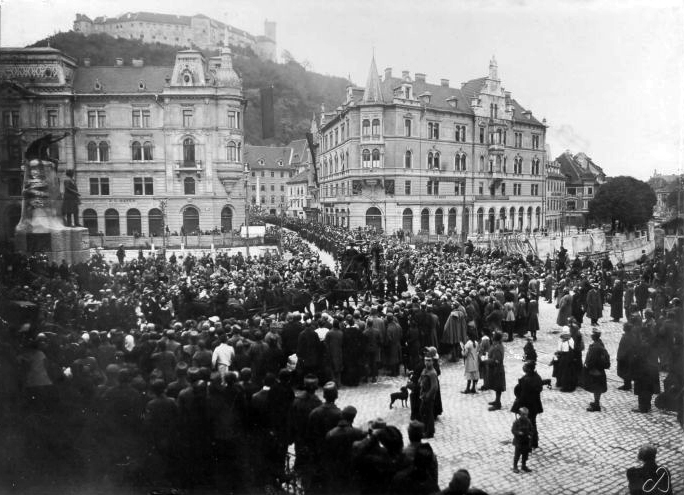
Corteo funebre al funerale di Krek

Il funerale, che era previsto per l'8 ottobre, fu rinviato al sabato successivo per permettere la massima partecipazione.
Al termine del corteo funebre, al cimitero di Santa Croce, prese la parola il nuovo leader del Partito Popolare Sloveno Anton Korošec (1872-1940) per l'orazione funebre.
A causa della guerra, le autorità eressero una lapide solo il 30 maggio 1920. Il concorso tenuto già nel 1918 aveva visto l'affermazione dello scultore Lojze Dolinar (1893-1970), che modello un memoriale rappresentante due giganti in lutto.

### L'eredità
Solo dopo la morte e la fine della monarchia asburgica ciò che Krek sognava trovò realizzazione prima con lo Stato degli Sloveni, Croati e Serbi e poi del Regno dei Serbi, Croati e Sloveni.